# Basketball (datorspel, 1980)
Basketball eller NBA Basketball  är ett basketspel utvecklat av Mattel och utgivet till Intellivision 1980. Mattel erhöll även officiell NBA-licens, men spelet innehåller inga verkliga spelare eller lag.

## Handling
Spelaren styr ett basketlag genom en match, och det finns en skottklocka.

### Fotnoter
1. ↑  ”Basketball” (på engelska). Gamefaqs. Arkiverad från originalet den 4 maj 2014. https://web.archive.org/web/20140504153729/http://www.gamefaqs.com/intellivision/576404-basketball/data. Läst 4 maj 2014.